# Pierre de Sainte-Radegonde (Giverny)
La Pierre de Sainte Radegonde est un dolmen situé sur la commune de Giverny dans le département de l’Eure en France.

## Localisation
Le mégalithe est situé dans l’enceinte de l’ancien cimetière à proximité  de l’Église Sainte-Radegonde de Giverny.

## Description
La Pierre de Sainte Radegonde est faite de blocs de calcaire incrusté de rognons de silex. Le dolmen est en très mauvais état à la suite des différents vandalismes subis au cours des siècles. La table encore en place mesure 2,26 m de long sur 2 m de large. On y remarque une cavité de 0,20 m faite jadis par des carriers qui, n’ayant pas réussi à la briser en cet endroit, la cassèrent un peu plus loin.

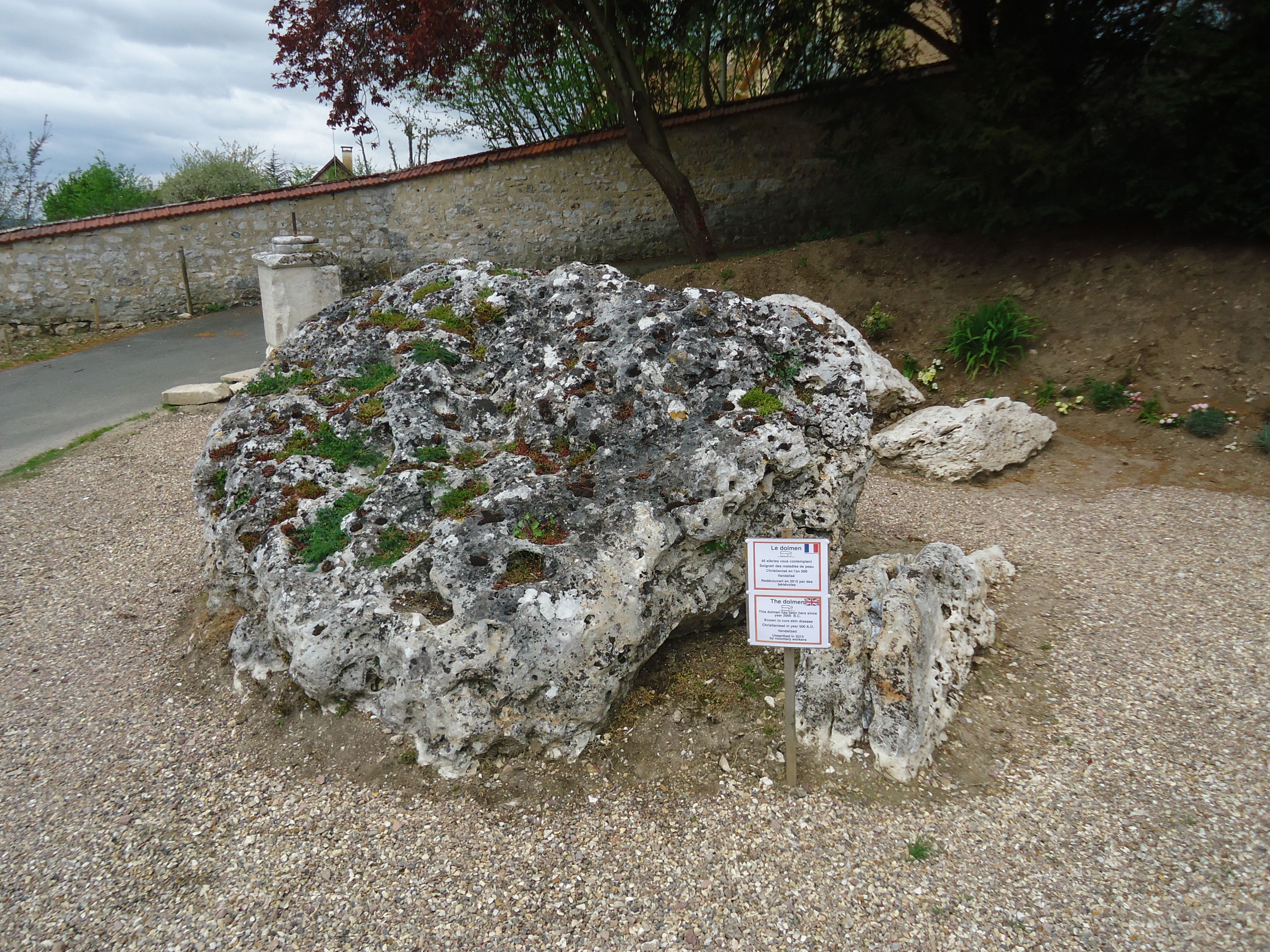
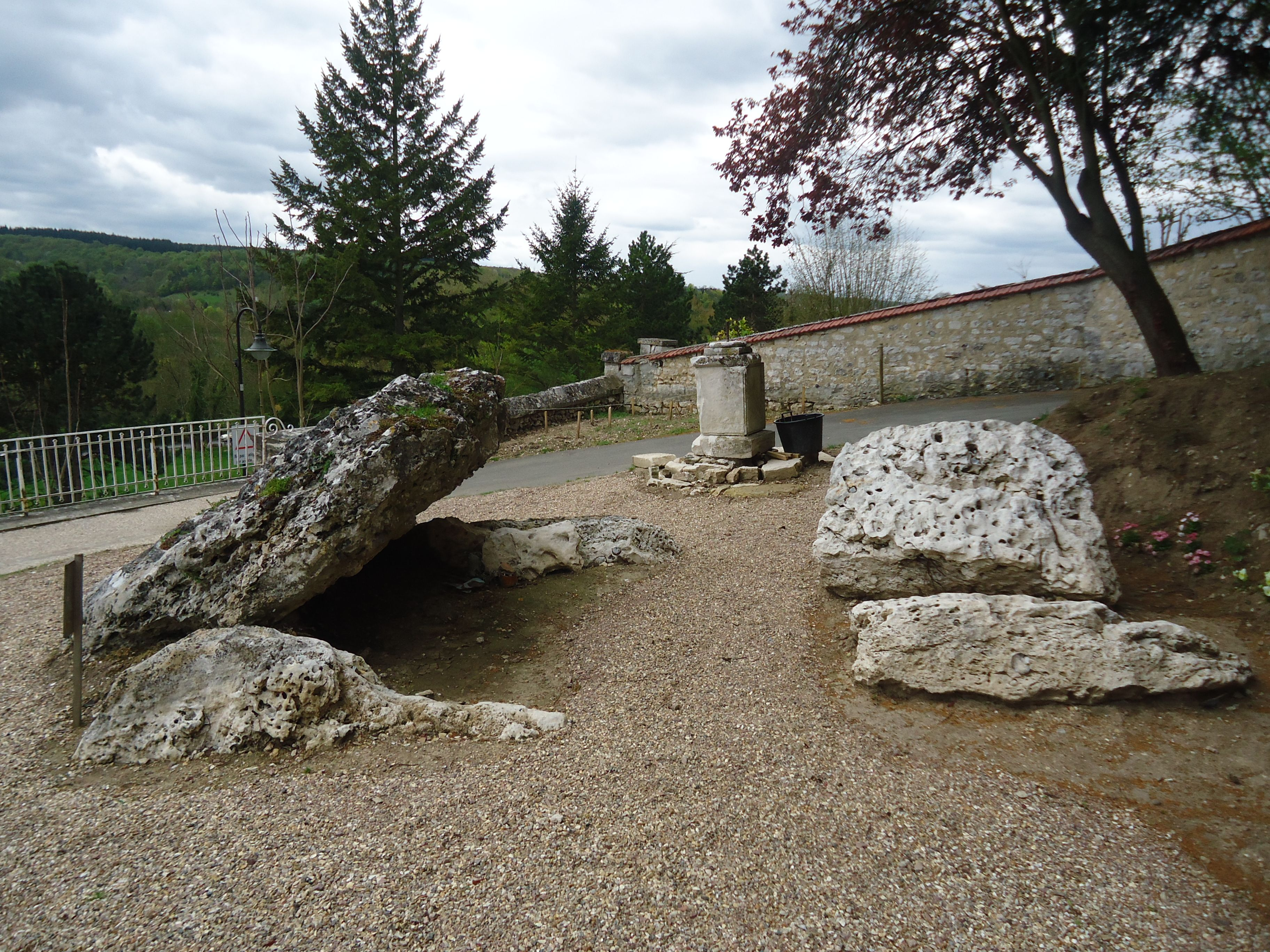
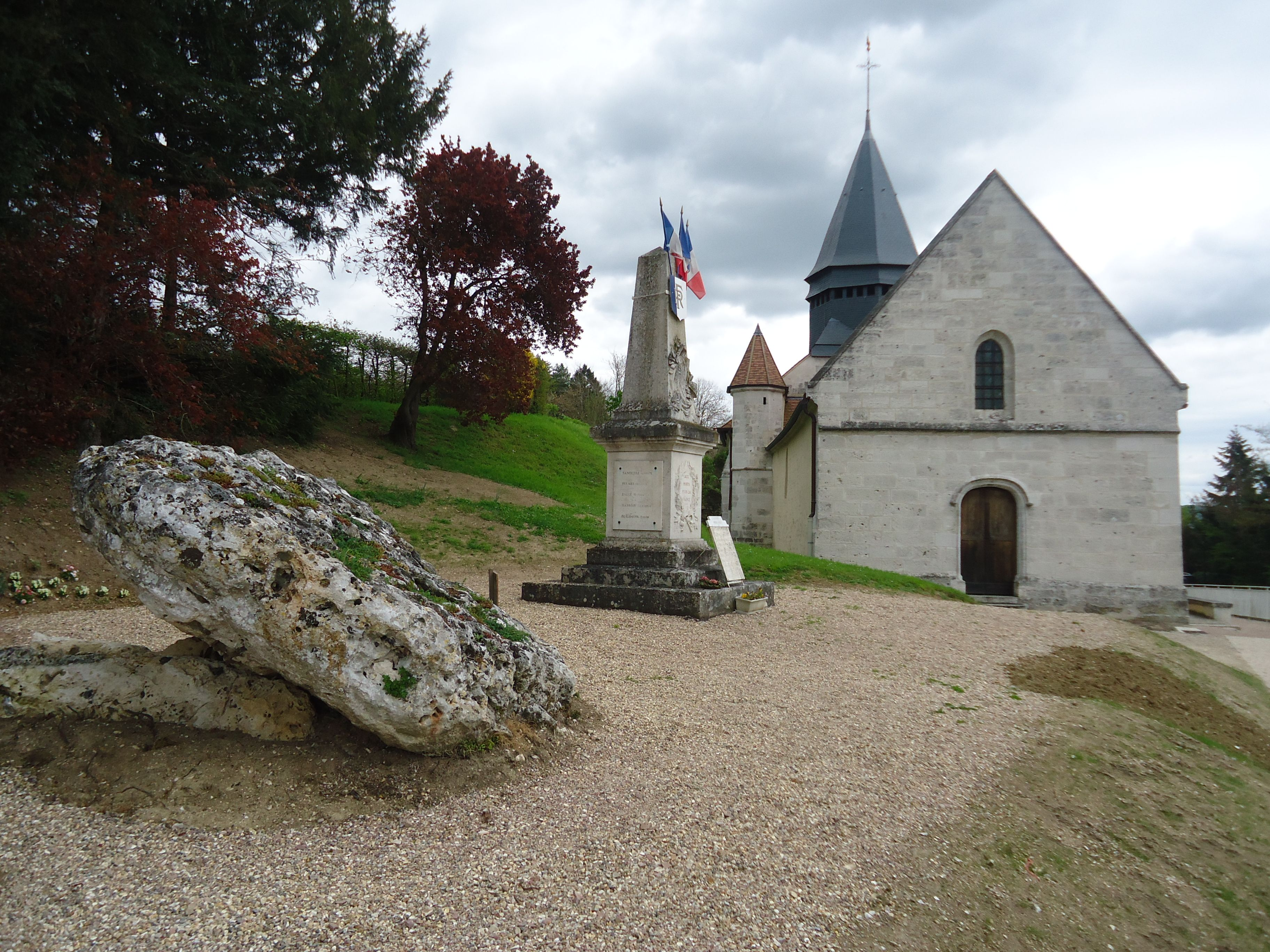
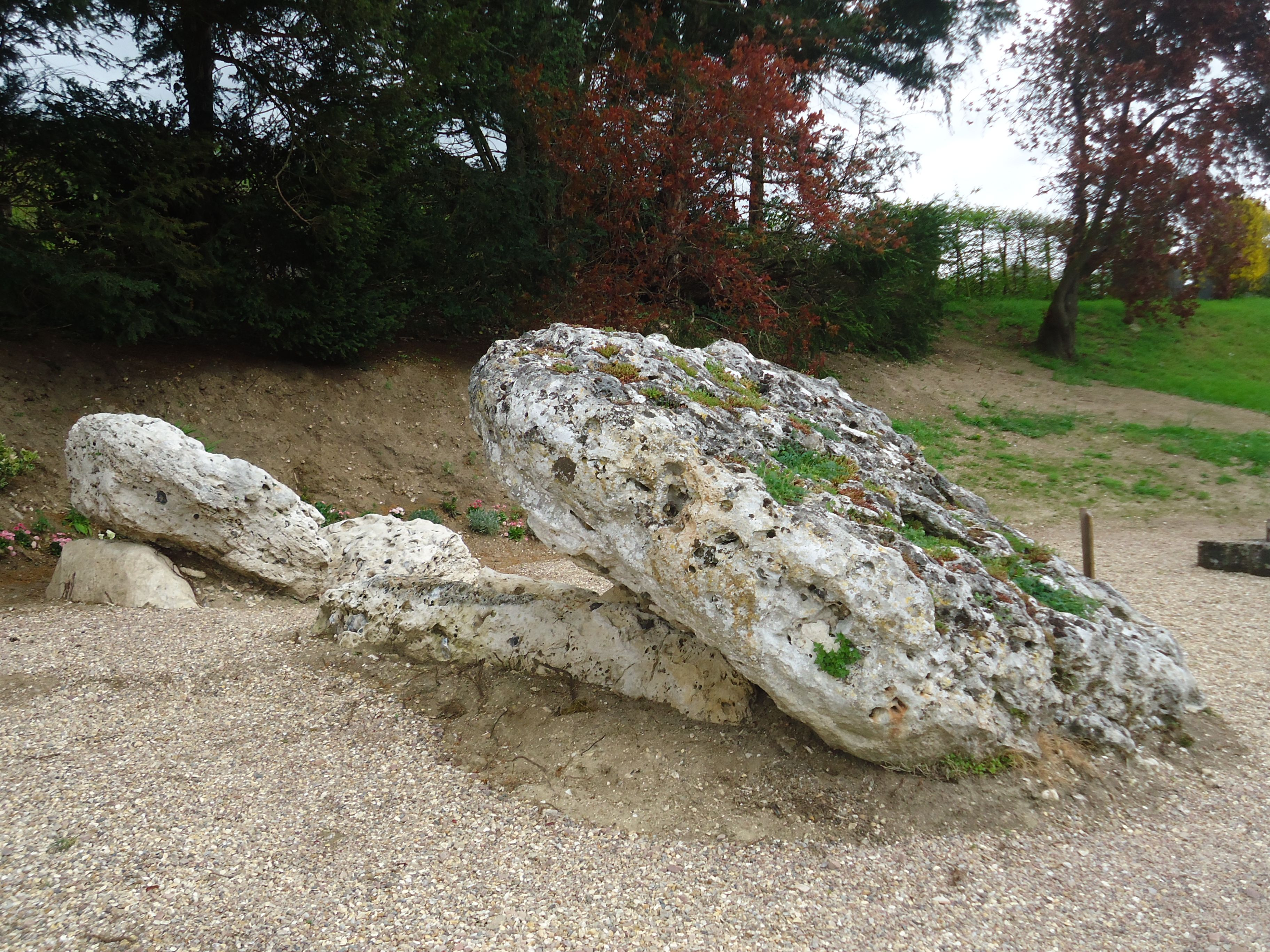

## Historique
Ce dolmen a fait l’objet de manifestations de ferveurs pendant des siècles car on pensait que Sainte Radegonde y était enterrée. On y venait en pèlerinage pour invoquer cette sainte patronne de Giverny et obtenir la guérison des maladies de la peau. Malheureusement, la localisation de ce dolmen dans l’enceinte du cimetière a causé sa ruine, chacun voulant être inhumé au plus près de ce lieu sacré. Jusqu’à ce jour de 1860 où, dans une tentative pour enterrer un défunt sous la pierre, on creusa une tranchée qui renversa un des supports entraînant la table dans sa chute.
Le vicomte de Pulligny mentionne le dolmen en 1879 dans son livre L’art préhistorique dans l’Ouest et notamment en Haute Normandie avant que Léon Coutil, président de la Société préhistorique française, ne le rajoute dans son Inventaire des menhirs et dolmens de France : Eure publié en 1896.